# Декстрин

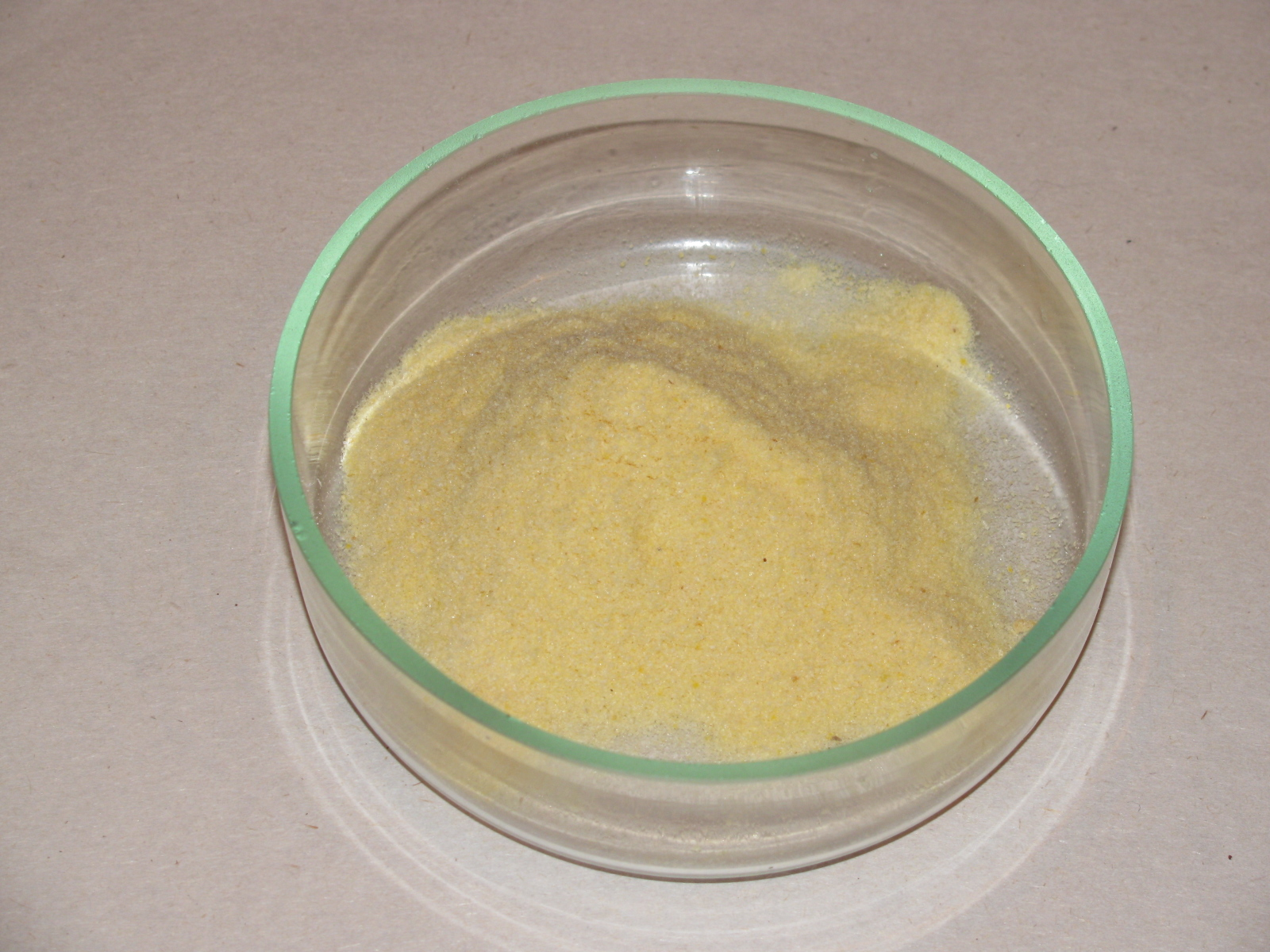
Декстрин кукурудзяний

Декстри́н — полісахарид, що отримується при термічній обробці картопляного, кукурудзяного чи іншого крохмалю. Кукурудзяний декстрин займає середнє місце між простими вуглеводами та крохмалем.

## Загальний опис
У виробництві термін "декстрин" відноситься до продуктів, отриманих шляхом нагрівання крохмалю в присутності або за відсутності хімічних речовин. Цей термін не охоплює продукти, отримані шляхом деструкції крохмалю або крохмальних фракцій іншими методами.
При нагріванні сухого крохмалю до 200-250 °C він частково розщеплюється з утворенням суміші менш складних полісахаридів, таких як декстрин. Декстрин можна отримати шляхом нагрівання крохмалю протягом 10 хвилин при 180-200 °C. Після охолодження декстрин можна легко відокремити від крохмалю, розчинивши його у воді (декстрин краще розчиняється у воді, ніж крохмаль, і тому його можна легко відокремити від неперетвореного крохмалю).
Утворюється декстрин також в ротовій порожнині людини з крохмалю під дією α-амілаз.
Перетворенням крохмалю в декстрин пояснюється утворення підсмаженої скоринки на випеченому хлібі, а також блиск накрохмаленої білизни.
Декстрин використовується для оздоблення тканин, приготування клею для харчової промисловості та як харчова добавка Е1400.

## Форми
В залежності від ступеню розщеплення крохмалю та характеру дії хімічного агенту утворюються різні форми декстрину, зокрема:
- амілодекстрин
- циклодекстрин
- мальтодекстрин